# Euríbat de Lacònia
Euríbat (en llatí Eurybatus, en grec antic Εὐρύβατος) fou un esportista de Lacònia que va guanyar una de les primeres victòries en lluita a la divuitena olimpíada quan aquesta disciplina va ser introduïda per primer cop. L'esmenta Pausànies